# Обстрел посольства США в Сараеве (2011)
Обстрел посольства США в Сараеве — чрезвычайное происшествие, случившееся 28 октября 2011 года в 15.35 по местному времени в столице Боснии и Герцеговины — Сараево, признанное террористическим актом властями страны.

## Инцидент
Мужчина, вооружённый автоматом Калашникова, открыл стрельбу на трамвайной остановке в районе Марин-Двор, где располагается посольство США в Боснии и Герцеговине. Огонь вёлся прицельно в сторону здания посольства, никто из случайных прохожих, которых в это время было довольно много в районе атаки, не пострадал.
Стрелявший носил бороду и был облачён в традиционную мусульманскую одежду.
Стрельба велась приблизительно в течение получаса.
Район был оцеплен прибывшими на место ЧП силами полиции и спецназа. Сам злоумышленник был ранен полицейским снайпером в ногу (первоначально сообщалось, что был убит), задержан и помещён в больницу под усиленное наблюдение полиции.
При задержании выяснилось, что у террориста, помимо автомата Калашникова, имелись при себе ещё две гранаты.

## Личность террориста
Личность стрелявшего была установлена.
Им оказался уроженец и житель сербского города Нови-Пазар 23-летний мусульманин Мевлид Яшаревич, имеющий, по данным боснийских спецслужб, тесные связи с исламистским радикальным подпольем.
Ранее Яшаревич уже попадал в поле зрения правоохранительных органов. В 2005 году он был осуждён австрийским судом к трём годам лишения свободы за разбойное нападение и кражу 100 тыс. евро. А 29 ноября 2010 года Яшаревич был задержан полицией своего родного города во время визита туда американского посла в Сербии — как сообщается, исламист приблизился на «опасное расстояние» к дипломату, при этом у задержанного позднее был обнаружен нож.
О мотивах, побудивших Яшаревича обстрелять американское посольство, официально не сообщается, однако, по данным СМИ, наиболее возможным мотивом является ненависть злоумышленника к проводимой США политике в отношении мусульман. По некоторым данным, свой поступок Яшаревич объяснил тем, что «американцы убивают мусульман по всему миру».

## Сообщники
По неофициальным данным, нападавший имел трёх сообщников, один из которых был убит в ходе спецоперации, а двое других задержаны.
Высказывается также суждение, что эта же группа террористов планировала совершить нападение и на посольство Великобритании.
30 октября 2011 года власти Боснии и Герцеговины официально сообщили о задержании в селе Верхняя Маоча на северо-востоке страны двух человек, причастных к обстрелу посольства.

## Пострадавшие
В результате атаки никто не погиб.
Ранено двое полицейских, охранявших посольство — один в ногу, другой — в голову. Среди дипломатов пострадавших нет.

## Последствия
Посольство США в Боснии и Герцеговине, по уверению главы дипмиссии Пэтрика Муна, продолжит работу в штатном режиме, «несмотря ни на какие угрозы».
Сербской полицией проведены рейды в трёх городах, относящихся к исторической сербской области Новопазарский Санджак на юго-западе страны, где превалирует мусульманское население, — Нови-Пазар (родной город террориста), Сьеница и Тутин. В результате задержано 15 (по другим данным — 17) человек, принадлежащих, по данным полиции, к радикальным исламистским группировкам. Позже все они были отпущены на свободу после допроса.

## Расследование
К расследованию нападения подключилось и ФБР: по словам американского посла в Сараево, «в скором времени в Сараево прибудут агенты ФБР, чтобы установить материальный ущерб, нанесённый зданию посольства».
В связи с атакой на американское посольство в Сербию прибыли агенты ФБР США в рамках расследования деятельности радикальных исламистов.

## Суд
6 декабря 2012 года Мевлид Яшаревич был приговорён к 18 годам лишения свободы, двое предполагаемых его сообщников были оправданы за недостаточностью доказательств.